# Projets de lois pour un renouveau de la vie démocratique
Les projets de lois pour un renouveau de la vie démocratique sont des textes présentés par le gouvernement Édouard Philippe. Ils sont composés de trois textes, dont une révision constitutionnelle.
L’initiative fait suite aux promesses de campagne d’Emmanuel Macron de réduire d’un tiers le nombre de parlementaires et d'instaurer une part de scrutin proportionnel aux élections législatives. Les premiers textes, présentés en mai 2018, incluent d’autres mesures, comme la suppression de la Cour de justice de la République.
Après le blocage des discussions, notamment en raison de désaccords avec le Sénat, une nouvelle mouture est présentée en août 2019, à la suite du mouvement des Gilets jaunes : la révision du processus législatif est retirée et un nouveau titre, « De la participation citoyenne », fait son apparition. Toutefois, le texte n’est pas discuté au Parlement.

## Historique

### Contexte
Cette réforme est voulue par Emmanuel Macron après sa victoire à l'élection présidentielle française de 2017. Durant la campagne présidentielle, la promesse de l'instauration d'une part de proportionnelle aux élections législatives avait favorisé le retrait de François Bayrou au profit d'Emmanuel Macron.

### Méthode d'adoption
Selon l’article 89 de la Constitution, un projet de loi constitutionnelle doit être voté par les deux assemblées en termes identiques (contrairement aux lois ordinaires, pouvant être adoptées par la seule Assemblée nationale en dernier recours). Le texte est ensuite approuvé par un référendum, ou, si le président de la République le décide, par un vote des trois cinquièmes du Parlement réuni en congrès.
Dans ce cadre, une adoption par le Sénat est obligatoire. Or, la majorité présidentielle (La République en marche-MoDem) n’y est pas majoritaire, et les élus LR se montrent réticents à une réduction du nombre de parlementaires, à l’introduction d’une dose de proportionnelle aux élections législatives et à la limitation à trois du nombre de mandats électifs consécutifs. Ainsi, une utilisation de l’article 11, c’est-à-dire un référendum sans adoption préalable des assemblées comme cela s'est fait en 1962 et 1969 est envisageable, bien que des juristes contestent l’utilisation de cet article pour une révision constitutionnelle,. La méthode retenue est alors d’inscrire le non-cumul des mandats dans le temps et la réduction du nombre de parlementaires par des lois organiques, mais même dans ce cas l’accord du Sénat est nécessaire pour les mesures qui lui sont relatives,,.

### Discussion en 2018 sur les premiers textes
Les projets de lois « pour une démocratie plus représentative, responsable et efficace »  sont présentés en Conseil des ministres le 9 mai 2018. La révision constitutionnelle est débattue à l’Assemblée nationale à partir du 10 juillet. Richard Ferrand est le rapporteur général de la commission des lois. Le vote solennel est initialement prévu le 24 juillet, mais devant le nombre important d’amendements (2398) et les interruptions de séances liées à l’affaire Benalla, l’examen du texte ne peut achevé dans ces délais,. Alors que les débats devaient reprendre en janvier 2019, un nouveau report est décidé afin de prendre en compte les conclusions du grand débat national.

### Nouvelle version en 2019
Face au blocage du projet initial et aux engagements pris à la suite du mouvement des Gilets jaunes sur la participation citoyenne, un nouveau texte est proposé avec quelques changements : le référendum d'initiative partagée serait rendu plus accessible, l'objet du référendum élargi aux questions de société, le CESE deviendrait une chambre de la participation citoyenne, la baisse du nombre de parlementaires serait ramenée de 30 à 25 % mais avec une part de proportionnelle portée de 15 à 20 % des sièges. La révision du processus législatif, qui affaiblissait les pouvoirs du Parlement, est retirée.

### Abandon
Avec la pandémie de Covid-19, le texte n'est plus à l'ordre du jour, même si des réformes comme l’introduction d’une dose de proportionnelle aux élections législatives ou l'inscription de la lutte climatique dans la Constitution — cette dernière est dans son propre projet de loi — ont été évoquées en 2021 et à nouveau enterrées,,.

## Contenu des projets de loi de 2018

### Réforme de la Constitution
| Article modifié                   | Résumé |
| --------------------------------- | --- |
| Article 23                        | Les fonctions de membre du gouvernement sont désormais incompatibles avec l’exercice d’une fonction exécutive ou de présidence d’assemblée délibérante au sein des collectivités locales. |
| Article 34                        | « L’action contre les changements climatiques » est ajoutée au domaine de la loi. |
| Articles 41, 42, 45, 47, 47-1, 48 | Sur le processus législatif : - les amendements « dépourvus de portée normative » sont désormais irrecevables ; - la phrase « tout amendement est recevable en première lecture dès lors qu'il présente un lien, même indirect, avec le texte déposé ou transmis » est supprimée ; - des projets et les propositions de loi adoptés en commission peuvent être discutés en séance sans possibilité d’être amendés ; - dans le cas où la commission mixte paritaire n’est pas parvenue à adopter un texte commun ou si ce texte n’a pas été ensuite adopté, le Sénat se prononcera dans les quinze jours sur le dernier texte voté par l’Assemblée nationale. Celle-ci disposera ensuite de huit jours pour statuer définitivement sur le même texte. Une étape de lecture est supprimée. - réduction de 40 à 25 jours du délai en première lecture à l’Assemblée nationale des projets de loi de finances, et de 70 à 50 pour le débat parlementaire dans son ensemble pour les mêmes textes ; - augmentation de 20 à 25 jours du délai en première lecture à l’Assemblée nationale des projets de loi de financement de la Sécurité sociale ; - les textes relatifs à la politique économique, sociale ou environnementale, déclarés prioritaires par le gouvernement peuvent être inscrits dans l’ordre du jour, durant les semaines non réservées au gouvernement ; - les textes relatifs à l’évaluation des politiques publiques peuvent être inscrits dans l’ordre du jour, durant la semaine d’évaluation, non réservée au gouvernement. |
| Article 56                        | Les anciens présidents de la République ne sont plus membres du Conseil constitutionnel,. |
| Articles 16, 54, 61, 88-6.        | Baisse des seuils du nombre de parlementaires pouvant saisir le Conseil constitutionnel ou la Cour de justice de l'Union européenne (en cohérence avec le projet de loi organique visant en réduire le nombre de parlementaires). |
| Article 65                        | Les avis de la formation du Conseil supérieur de la magistrature compétente à l’égard des magistrats du parquet en matière de nomination et de discipline sont obligatoirement suivis. Le régime des magistrats du parquet se rapproche ainsi de celui des magistrats du siège. |
| Article 68-1                      | Les membres du Gouvernement sont pénalement responsables des actes accomplis dans l’exercice de leurs fonctions et qualifiés crimes ou délits au moment où ils ont été commis. Ils sont poursuivis et jugés devant les formations compétentes, composées de magistrats professionnels, de la cour d'appel de Paris. La Cour de justice de la République est supprimée. |
| Articles 69, 70, 71               | La Chambre de la société civile éclaire le Gouvernement et le Parlement, après avoir organisé la consultation du public, sur les enjeux économiques, sociaux et environnementaux et sur les conséquences à long terme des décisions prises par les pouvoirs publics. Elle se substitue au Conseil économique, social et environnemental. |
| Article 72                        | La loi peut prévoir que certaines collectivités territoriales exercent des compétences, en nombre limité, dont ne disposent pas l’ensemble des collectivités de la même catégorie. Les collectivités territoriales peuvent déroger aux dispositions législatives ou réglementaires qui régissent l'exercice de leurs compétences, éventuellement après une expérimentation. |
| Article 72-5 (nouveau)            | La Corse, collectivité à statut particulier au sens du premier alinéa de l’article 72, peut bénéficier dans les lois et règlements de règles adaptées aux spécificités liées à son insularité ainsi qu’à ses caractéristiques géographiques, économiques ou sociales. Ces adaptations peuvent être décidées par la collectivité de Corse dans les matières où s'exercent ses compétences et si elle y a été habilitée. |

Notes :
- Ce tableau ne tient pas compte des amendements adoptés par la commission des lois entre le 26 juin et le 2 juillet (notamment la suppression du mot « race » et interdiction des distinctions entre les sexes à l’article 1er, extension à la protection sociale des lois de financement de la Sécurité sociale, obligation pour le gouvernement de rendre compte de l’application d’une loi devant le Parlement, Chambre de la société civile renommée en « Forum de la République »)[24].
- Certaines révisions constitutionnelles auraient nécessité, par la suite, l’adoption de lois organiques.

### Réforme de lois organiques
Le projet de loi organique pour une démocratie plus représentative, responsable et efficace, dans sa version présentée en Conseil des ministres le 22 mai 2018 avant sa discussion au Parlement, modifie des lois organiques (par exemple celle relative à la composition et à la durée des pouvoirs de l'Assemblée nationale ou celle relative à la composition du Sénat et à la durée du mandat des sénateurs) pour la plupart codifiées dans le code électoral :
| Résumé |
| --- |
| Réduction du nombre de parlementaires (404 députés et 244 sénateurs dans les départements, contre respectivement 577 et 326 actuellement. Le nombre de sénateurs dans les autres collectivités et des Français de l’étranger reste à 22) Pour l’application de cette mesure, le mandat des sénateurs élus en 2017 et 2014 prendra fin en 2021, où une moitié des sénateurs sera élue pour six ans, l’autre pour trois ans. |
| Limitation dans le temps de l’exercice des mandats parlementaires et des fonctions exécutives locales. |

### Réforme de lois ordinaires
Le projet de loi pour une démocratie plus représentative, responsable et efficace, dans sa version présentée en Conseil des ministres le 22 mai 2018 avant sa discussion au Parlement, modifie des lois ordinaires pour la plupart codifiées dans le code électoral :
| Résumé |
| --- |
| Élection de 61 des députés au scrutin proportionnel, sur une liste nationale. La liste est composée alternativement d’un candidat de chaque sexe. |
| Limitation dans le temps de l’exercice des fonctions exécutives locales.                                                                          |
| Habilitation à légiférer par ordonnance afin de définir les nouvelles circonscriptions législatives.                                              |

## Contenu des projets de loi de 2019

### Réforme de la Constitution
Le projet de loi constitutionnelle pour un renouveau de la vie démocratique, dans sa version présentée en Conseil des ministres le 28 août 2019, modifie les articles de la Constitution qui suivent :
| Article modifié                         | Résumé |
| --------------------------------------- | --- |
| Article premier                         | Ajout de la phrase « [La France] favorise la préservation de l’environnement, la diversité biologique et l’action contre les changements climatiques. ». |
| Article 11                              | Référendum d’initiative partagée déplacé dans le nouvel article 69. Ajout des « questions de société » et de l’organisation des pouvoirs publics territoriaux au champ du référendum. |
| Articles 16, 54, 61, 88-6.              | Baisse des seuils du nombre de parlementaires pouvant saisir le Conseil constitutionnel ou la Cour de justice de l'Union européenne (en cohérence avec le projet de loi organique visant à réduire le nombre de parlementaires). |
| Article 34                              | Le service national universel peut, au même titre que la défense nationale, imposer des sujétions. |
| Article 56                              | Les anciens présidents de la République ne sont plus membres de droit du Conseil constitutionnel,. |
| Article 65                              | Les avis de la formation du Conseil supérieur de la magistrature compétente à l’égard des magistrats du parquet en matière de nomination et de discipline sont obligatoirement suivis. Le régime des magistrats du parquet se rapproche ainsi de celui des magistrats du siège. |
| Article 68-1                            | Les membres du gouvernement sont pénalement responsables des actes accomplis dans l’exercice de leurs fonctions et qualifiés crimes ou délits au moment où ils ont été commis. Ils sont poursuivis et jugés devant les formations compétentes, composées de magistrats professionnels, de la cour d'appel de Paris. La Cour de justice de la République est supprimée. |
| Articles 60, 61, 69, 70, 70-1, 70-2, 71 | Nouveau titre « de la participation citoyenne » - Le référendum d'initiative partagée ne nécessite plus qu’un million de soutiens et un dixième des membres du Parlement, sans obliger que l’un ne suivre l’autre. Il ne peut ni avoir pour effet l’abrogation d’une disposition législative promulguée depuis moins de trois ans, ni porter sur le même objet qu’une disposition introduite au cours de la législature et en cours d’examen au Parlement ou définitivement adoptée par ce dernier et non encore promulguée. - Le Conseil de la participation citoyenne organise la consultation du public afin de lui permettre d’éclairer le gouvernement et le Parlement sur les enjeux, en particulier économiques, sociaux et environnementaux, des décisions des pouvoirs publics et sur leurs conséquences à long terme. À cette fin, sur son initiative ou celle du gouvernement, il peut réunir des conventions de citoyens tirés au sort. Il est saisi des pétitions. Il est consulté sur les projets de loi ayant un objet économique, social ou environnemental. Il se substitue au Conseil économique, social et environnemental. |
| Article 72                              | La loi peut prévoir que certaines collectivités territoriales exercent des compétences, en nombre limité, dont ne disposent pas l’ensemble des collectivités de la même catégorie. Les collectivités territoriales peuvent déroger aux dispositions législatives ou réglementaires qui régissent l'exercice de leurs compétences, éventuellement après une expérimentation. |
| Article 72-5 (nouveau)                  | La Corse, collectivité à statut particulier au sens du premier alinéa de l’article 72, peut bénéficier dans les lois et règlements de règles adaptées aux spécificités liées à son insularité ainsi qu’à ses caractéristiques géographiques, économiques ou sociales. Ces adaptations peuvent être décidées par la collectivité de Corse dans les matières où s'exercent ses compétences et si elle y a été habilitée. |
| Article 73                              | Les départements d’outre-mer peuvent, à leur demande, être habilitées par décret en conseil des ministres après avis du Conseil d’État, à fixer elles-mêmes les règles applicables sur leur territoire dans un nombre limité de matières pouvant relever du domaine de la loi ou du règlement. |

Notes :
- La modification consensuelle adoptée en 2018, consistant à supprimer le mot « race » de l'article 1er, est écartée parce que sans rapport avec la convention citoyenne pour le climat.
- Certaines révisions constitutionnelles auraient nécessité, par la suite, l’adoption de lois organiques.

### Réforme de lois organiques
Le projet de loi organique pour un renouveau de la vie démocratique, dans sa version présentée en Conseil des ministres le 28 août 2019, modifie des lois organiques (par exemple celle relative à la composition et à la durée des pouvoirs de l'Assemblée nationale ou celle relative à la composition du Sénat et à la durée du mandat des sénateurs) pour la plupart codifiées dans le code électoral :
| Résumé |
| --- |
| Réduction du nombre de parlementaires (433 députés et 261 sénateurs dans les départements, contre respectivement 577 et 326 actuellement ; le nombre de sénateurs dans les autres collectivités et des Français de l’étranger reste à 22). |
| Limitation dans le temps de l’exercice des mandats parlementaires et des fonctions exécutives locales. |

### Réforme de lois ordinaires
Le projet de loi pour un renouveau de la vie démocratique, dans sa version présentée en Conseil des ministres le 28 août 2019, modifie des lois ordinaires pour la plupart codifiées dans le code électoral :
| Résumé |
| --- |
| Élection de 87 des députés au scrutin proportionnel, sur une liste nationale. La liste est composée alternativement d’un candidat de chaque sexe. |
| Limitation dans le temps de l’exercice des fonctions exécutives locales.                                                                          |
| Habilitation à légiférer par ordonnance afin de définir les nouvelles circonscriptions législatives.                                              |

## Réactions

### Critiques
Les 15 % de scrutin proportionnel proposés initialement pour les élections législatives déçoivent les membres du Mouvement démocrate, dont François Bayrou, qui souhaitait 25 %,,.

### Sondages
Un sondage Elabe de janvier 2018 et Odoxa de 2018 indiquent que les Français sont favorables aux principales mesures proposées, notamment à la réduction du nombre de parlementaires et à la limitation à trois du nombre de mandats consécutifs pour un élu. L'introduction d'une dose de proportionnelle aux élections législatives suscite moins d'adhésions. Concernant le mode d'adoption de la réforme, le recours au référendum est souhaité,.